# Кноблок, Борис Георгиевич
Бори́с Гео́ргиевич Кно́блок (19 апреля 1903, Москва — 4 февраля 1984, Москва) — русский советский театральный художник, сценограф

. Заслуженный деятель искусств РСФСР. Лауреат Сталинской и Государственной премии Татарской АССР.

## Биография
Из семьи саксонских немцев, переселившихся в Российскую империю в XVIII веке. Родился в 1903 году, в Москве, в семье банковского служащего Георгия Романовича Кноблока. Мать, Надежда Генриховна, урожденная Симис, была дочерью известного портного.
В 1919 году, в возрасте 16-ти лет поступил в московский ВХУТЕМАС, где обучался оформительскому искусству у Константина Коровина и Петра Шухмина, позже в студии художника Василия Яковлева, которую успешно закончил в 1926 году.
Военную службу (1927—1933) проходил в 1-й отдельной кавбригаде РККА, работал в газете Московского военного округа «Красный воин» художником-оформителем где создавал афиши и плакаты.
Кноблока часто привлекали к работе по оформлению праздничных шествий и демонстраций. В начале 1930-х годов он оформил «праздничные гуляния сельхозработников» на Манежной площади и в Александровском саду. Были изданы первые его плакаты.
| Внешние изображения | Внешние изображения                          |
| ------------------- | -------------------------------------------- |
|                     | Агитационный плакат «Помоги инвалиду» (1930) |

После демобилизации, в 1934 году дебютировал как художник-постановщик в театре под руководством Должанского. В том же году Николай Охлопков пригласил Кноблока в Московский Реалистический театр, где он работал художником-постановщиком до 1937 года.
В 1935-1936 гг., Кноблок принимал участие в создании кинофильма «Заключённые», где пробовал свои силы как актёр и художник, а в 1939-м, выступал как художник-постановщик в культовой кинокартине Григория Александрова «Светлый путь», которая вышла на экраны страны в 1940 году.
В 1941—1944 годах Борис Георгиевич Главный художник московского Малого театра, В 1948—1963 годах , — ЦДТ.
Сотрудничал он и с МАДТ имени М. Н. Ермоловой.
С 1946 года Кноблока постоянно приглашают к оформлению физкультурных парадов и праздничных шествий «всесоюзного масштаба». Борис Георгиевич автор знаменитого «стадионного фона» (с применением «цветовых книг» и флажков). Его известная динамическая картина «Перечёркнутая бомба», созданная флажками десяти тысяч участников, вошла в историю массовых мероприятий. Это его изобретение, впоследствии широко применялось при оформлении спортивных праздников и парадов.
В 1957 году был утверждён и работал Главным художником VI Всемирного фестиваля молодежи и студентов в Москве.
В начале 1970-х годов сотрудничал c Театром оперы и балета имени Мусы Джалиля в Казани, где за ряд театральных работ ему присуждается Государственная премия Татарской АССР.
Борис Георгиевич Кноблок внёс большой вклад в развитие оформительского искусства и театральной сценографики. «Он всегда стремился к созданию действующего динамического оформления, заложил теоретические основы сценографии эстрадного представления и массовых зрелищ». Им созданы декорации и оформлены многие известные театральные постановки, обладая самобытным и многогранным талантом, он успешно работал и в музыкальном театре, и в цирке, и в кинематографе.
Умер 4 февраля 1984 года. Похоронен в Москве на Ваганьковском кладбище.
«…жанр требует от художника, чтобы он сочинял концерт, изобретал его форму и его движение (…) Это значит творческое сближение с режиссурой, более тесный творческий контакт, их союз» Борис Кноблок

## Награды и премии
- заслуженный деятель искусств РСФСР (1955).
- Сталинская премия второй степени (1948) — за оформление балета «Доктор Айболит», поставленного на сцене Новосибирского театра оперы и балета.
- Государственная премия Татарской АССР имени Габдуллы Тукая (1973).

## Сценография
| Театральные постановки                                                   | Театральные постановки         | Театральные постановки           | Театральные постановки |
| театр                                                                    | название                       | режиссёр-постановщик             | премьера               |
| ------------------------------------------------------------------------ | ------------------------------ | -------------------------------- | ---------------------- |
| Российский академический молодёжный театр (ЦДТ)                          | «Я хочу домой!»                | Борис Бибиков, Ольга Пыжова      | 1949                   |
| Российский академический молодёжный театр (ЦДТ)                          | «Страница жизни»               | Мария Кнебель                    | 1953                   |
| Российский академический молодёжный театр (ЦДТ)                          | «На улице Уитмена»             | Мария Кнебель                    | 1959                   |
| Российский академический молодёжный театр (ЦДТ)                          | «Чужая роль»                   | Анатолий Эфрос                   | 1954                   |
| Российский академический молодёжный театр (ЦДТ)                          | «Друг мой, Колька!»            | Анатолий Эфрос                   | 1959                   |
| Российский академический молодёжный театр (ЦДТ)                          | «Димка-невидимка»              | Олег Ефремов                     | 1955                   |
| Российский академический молодёжный театр (ЦДТ)                          | «Дубровский»                   | Валентин Колесаев                | 1949                   |
| Российский академический молодёжный театр (ЦДТ)                          | «Репка»                        | Валентин Колесаев                | 1950                   |
| Российский академический молодёжный театр (ЦДТ)                          | «Гельголанд зовет!»            | Валентин Колесаев                | 1953                   |
| Российский академический молодёжный театр (ЦДТ)                          | «Отрочество»                   | Валентин Колесаев                | 1955                   |
| Российский академический молодёжный театр (ЦДТ)                          | «Ноль по поведению»            | Валентин Колесаев                | 1958                   |
| Российский академический молодёжный театр (ЦДТ)                          | «Рамаяна»                      | Валентин Колесаев                | 1960                   |
| Российский академический молодёжный театр (ЦДТ)                          | «Снежок»                       | Валентин Колесаев                | 1961                   |
| Российский академический молодёжный театр (ЦДТ)                          | «Волынщик из Стракониц»        | Валентин Колесаев                | 1961                   |
| Российский академический молодёжный театр (ЦДТ)                          | «Петька в космосе»             | Иван Уфимцев                     | 1960                   |
| Российский академический молодёжный театр (ЦДТ)                          | «Молодой человек»              | Татьяна Кондрашева               | 1962                   |
| Российский академический молодёжный театр (ЦДТ)                          | «Судьба барабанщика»           | Анна Некрасова                   | 1956                   |
| Российский академический молодёжный театр (ЦДТ)                          | «Приключения Кроша»            | Анна Некрасова                   | 1961                   |
| Российский академический молодёжный театр (ЦДТ)                          | «Пристань „Кувшинка“»          | Анна Некрасова                   | 1962                   |
| Российский академический молодёжный театр (ЦДТ)                          | «Один страшный день»           | Анна Некрасова                   | 1963                   |
|                                                                          |                                |                                  |                        |
| Московский Реалистический театр                                          | «Аристократы»                  | Николай Охлопков                 | 1935                   |
| Московский Реалистический театр                                          | «Отелло»                       | Николай Охлопков                 | 1936                   |
| Московский Реалистический театр                                          | «Трактирщица»                  | Николай Охлопков                 | 1937                   |
| Московский Реалистический театр                                          | «Кола Брюньон»                 | Николай Охлопков                 | 1937                   |
| Московский камерный театр                                                | «Кочубей»                      | Николай Охлопков                 | 1938                   |
| Московский камерный театр                                                | «Кубанцы»                      | Николай Охлопков                 | 1939                   |
|                                                                          |                                |                                  |                        |
| Малый театр                                                              | «Варвары»                      | Константин Зубов                 | 1941                   |
| Малый театр                                                              | «Васса Железнова»              | Константин Зубов                 | 1951                   |
| Малый театр                                                              | «Фронт»                        | Илья Судаков                     | 1942                   |
|                                                                          |                                |                                  |                        |
| Новосибирский театр оперы и балета                                       | «Доктор Айболит» (балет)       | Михаил Моисеев (балетмейстер)    | 1947                   |
|                                                                          |                                |                                  |                        |
| Свердловский театр оперы и балета им. А. В. Луначарского                 | «Левша» (балет)                | Я. В. Романовский (балетмейстер) | 1954                   |
|                                                                          |                                |                                  |                        |
| Московский мюзик-холл Архивная копия от 2 апреля 2022 на Wayback Machine | «Когда загораются звезды»      | Александр Конников, Лев Миров    | 1960                   |
| Московский мюзик-холл Архивная копия от 2 апреля 2022 на Wayback Machine | «Москва — Венера, далее везде» | Александр Конников, Лев Миров    | 1961                   |
| Московский мюзик-холл Архивная копия от 2 апреля 2022 на Wayback Machine | «Тик-так, тик-так»             | Николай Холфин                   | 1963                   |
|                                                                          |                                |                                  |                        |
| Московский театр миниатюр                                                | «О, Маргарита!» (обозрение)    | Владимир Поляков                 | 1965                   |
|                                                                          |                                |                                  |                        |
| Московский драматический театр имени Н. В. Гоголя                        | «Свадьба на всю Европу»        | Владимир Шлезингер               | 1970                   |
|                                                                          |                                |                                  |                        |
| Татарский театр оперы и балета имени Мусы Джалиля                        | «Су Анасы» (Водяная) балет     | Игорь Смирнов                    | 1971                   |
| и другие…                                                                |                                |                                  |                        |
|                                                                          |                                |                                  |                        |

## Фильмография
| Художественные фильмы                     | Художественные фильмы      | Художественные фильмы | Художественные фильмы |
| Название                                  | Режиссёр                   | Производство          | Год выхода на экран   |
| ----------------------------------------- | -------------------------- | --------------------- | --------------------- |
| «Заключённые»                             | Евгений Червяков           | Мосфильм              | 1936                  |
|                                           |                            |                       |                       |
| «Светлый путь»                            | Григорий Александров       | Мосфильм              | 1940                  |
|                                           |                            |                       |                       |
| «Счастливая юность»                       | Эльдар Рязанов             | Мосфильм              | 1955                  |
|                                           |                            |                       |                       |
| «Опасные гастроли» (художник по костюмам) | Георгий Юнгвальд-Хилькевич | Одесская киностудия   | 1969                  |
| и другие…                                 |                            |                       |                       |
|                                           |                            |                       |                       |

## Статьи и публикации
- Андрей Кноблок. Семейный архив. Воспоминания отца и др. (ru, de) : альбом. — Международный союз немецкой культуры, 2013.
- Анатолий Эфрос. Воспоминания. Кноблок Борис Георгиевич // «Лаборатория Дмитрия Крымова» : сетевой альманах. — 2015.
- Работы Бориса Кноблока (англ.). Boris Knoblok. NB Gallery (2015). Дата обращения: 25 февраля 2016. Архивировано 4 марта 2016 года.